# Кумроч
Кумро́ч — горный хребет на востоке Камчатском крае России, северо-восточная часть системы Восточного хребта.
Протяжённость хребта составляет 220 км. Средняя высота — от 800 до 1400 м. Высшая точка — вулкан Шиш (2346 м). Западный склон хребта крутой, восточный — пологий. В средней части хребет прорезан широтной долиной реки Камчатка. Сложен мезокайнозойскими вулканогенно-осадочными и лавовыми отложениями. На склонах произрастают редкостойные леса из каменной берёзы, заросли ольхового и кедрового стлаников. На вершинах преобладает горная тундра.